# توماس کالاسته
توماس کالاسته (استونیایی: Toomas Kallaste؛ زادهٔ ۲۷ ژانویهٔ ۱۹۷۱) بازیکن فوتبال اهل استونی بود.
از باشگاه‌هایی که در آن بازی کرده‌است می‌توان به باشگاه فوتبال تی‌وی‌ام‌کی، باشگاه فوتبال نومه کالیو، باشگاه فوتبال فلورا تالین، و باشگاه فوتبال کوتکان تیووائن پالویلیات اشاره کرد.
وی همچنین در تیم ملی فوتبال استونی بازی کرده‌است.